# UCI Oceania Tour 2013-2014
El UCI Oceania Tour 2013-2014 fue la décima edición del calendario ciclístico internacional de Oceanía.
Con solo seis carreras, empezó el 29 de enero en Nueva Zelanda con el New Zealand Cycle Classic, y terminó el día 22 de febrero con el Campeonato Oceánico en Ruta que se disputó en Australia.

## Equipos
Los equipos que pueden participar en las diferentes carreras dependen de la categoría de las mismas.
| Categoría | Categoría                            | Equipos                                                                                         |
| --------- | ------------------------------------ | ----------------------------------------------------------------------------------------------- |
| .1        | 1.1 (Carrera de un día)              | ProTeam (max 50%) Profesionales Continentales Continentales Selecciones nacionales              |
| .1        | 2.1 (Carrera de varios días)         | ProTeam (max 50%) Profesionales Continentales Continentales Selecciones nacionales              |
| .2        | 1.2 y 1.2U (Carreras de un día)      | Profesionales Continentales Continentales Selecciones nacionales Selecciones regionales Amateur |
| .2        | 2.2 y 2.2U (Carreras de varios días) | Profesionales Continentales Continentales Selecciones nacionales Selecciones regionales Amateur |

## Calendario
Es el calendario más corto de los cinco que se disputan, con solo dos carreras por etapas y los campeonatos oceánicos, aunque los campeonatos en ruta y contrarreloj de Australia y Nueva Zelanda, también puntúan a pesar de no estar en el calendario.
Contó con las siguientes pruebas.

### Enero 2014
| Fecha   | Carrera                   | Cat. | Ganador      | Equipo del ganador |
| ------- | ------------------------- | ---- | ------------ | ------------------ |
| 29 al 2 | New Zealand Cycle Classic | 2.2  | Michael Vink | Budget Forklifts   |

### Febrero 2014
| Fecha  | Carrera                                 | Cat. | Ganador         | Equipo del ganador |
| ------ | --------------------------------------- | ---- | --------------- | ------------------ |
| 5 al 9 | Herald Sun Tour                         | 2.1  | Simon Clarke    | Orica-GreenEDGE    |
| 21     | Campeonato Oceánico Contrarreloj sub-23 | CC   | Harry Carpenter |                    |
| 21     | Campeonato Oceánico Contrarreloj        | CC   | Joseph Cooper   | Avanti             |
| 22     | Campeonato Oceánico en Ruta sub-23      | CC   | Robert Power    |                    |
| 22     | Campeonato Oceánico en Ruta             | CC   | Luke Durbridge  | Orica-GreenEDGE    |

## Clasificaciones finales
- Las clasificaciones finales fueron las siguientes:[1]

### Individual
La integran todos los ciclistas que logren puntos pudiendo pertenecer tanto a equipos amateurs como profesionales, excepto los ciclistas de equipos UCI ProTeam.
| Posición | Ciclista            | Puntos |
| -------- | ------------------- | ------ |
| 1º       | Robert Power        | 70     |
| 2º       | Michael Vink        | 66     |
| 3º       | Brenton Jones       | 45     |
| 4º       | Bernard Sulzberger  | 40     |
| 5º       | James Oram          | 38     |
| 6º       | Jack Haig           | 38     |
| 7º       | Robert-Jon McCarthy | 36     |
| 8º       | Neil Van Der Ploeg  | 34     |
| 9º       | William Clarke      | 26     |
| 10º      | Tommy Nankervis     | 25     |

| 11º | Harry Carpenter   | 24 |
| 12º | Jonathan Cantwell | 24 |
| 13º | Wouter Wippert    | 21 |
| 14º | Joseph Cooper     | 20 |
| 15º | Adam Phelan       | 20 |
| 16º | Thomas Scully     | 18 |
| 17º | Daniel Whitehouse | 17 |
| 18º | Tom Davison       | 16 |
| 19º | George Tansley    | 15 |
| 20º | Jason Christie    | 14 |

1. 1 2 3 4 5 6 7  Corredores menores de 23 años.

### Equipos
Solo reservada para equipos profesionales de categoría Profesional Continental (2ª categoría) y Continental (3ª categoría), quedando excluidos tanto los UCI ProTeam como los amateurs. Se confecciona con la sumatoria de puntos que obtenga un equipo con sus 8 mejores corredores en la clasificación individual. La clasificación también la integran equipos que no estén registrados en el continente.
| Posición | Equipo                | Puntos |
| -------- | --------------------- | ------ |
| 1º       | Avanti                | 174    |
| 2º       | Drapac                | 156    |
| 3º       | Budget Forklifts      | 118    |
| 4°       | An Post-ChainReaction | 44     |
| 5°       | Rapha Condor JLT      | 40     |
| 6°       | Bisell                | 38     |
| 7º       | Madison Genesis       | 26     |
| 8°       | OCBC Singapore        | 17     |
| 9°       | Synergy Baku          | 9      |
| 10º      | UnitedHealthcare      | 5      |

### Países
Se confecciona mediante los puntos de los 10 mejores ciclistas de un país, no solo los que logren en éste Circuito Continental, sino también los logrados en todos los circuitos. E incluso si un corredor de un país de este circuito , solo logra puntos en otro circuito (África, America, Asia y Europa), sus puntos van a esta clasificación. Al igual que en la clasificación individual, los ciclistas pueden pertenecer tanto a equipos amateurs como profesionales, excepto los ciclistas de equipos UCI ProTeam.
| Posición | País          | Puntos |
| -------- | ------------- | ------ |
| 1º       | Australia     | 1332   |
| 2º       | Nueva Zelanda | 511    |

### Países sub-23
| Posición | País          | Puntos |
| -------- | ------------- | ------ |
| 1        | Australia     | 800    |
| 2        | Nueva Zelanda | 127    |